# George Morrison
George Morrison (nascut al Comtat de Waterford) és un director de cinema i fotògraf irlandès, considerat com un dels pares del cinema irlandès.
S'interessà en la fotografia el 1934 en blanc i negre, però des del 1942 es dedicà al cinema en rodar en 16mm Dracula, amb Aidan Grennell i Eileen Cullen. Més tard va rebre suport tant de l'actor i director Michéal MacLiammoir com de l'organisme Gael-Linn i ha destacat en documentals i films de recerca històrica.

## Filmografia
- Dracula (1942)
- Mise Éire (1959)
- Saoirse (1961)
- Rebellion (1963)
- These Stones Remain (1971)
- Two Thousand Miles of Peril (1972).